# Alerte sur le Vaillant
Pour les articles homonymes, voir Valiant.
Pour plus de détails, voir Fiche technique et Distribution.
Alerte sur le Vaillant (The Valiant) est un film britannico-italien réalisé par Roy Ward Baker, sorti en 1962.
Le scénario du film s'inspire de la pièce de théâtre L'Équipage au complet de Robert Mallet, créée en 1957.

## Synopsis
Le 19 décembre 1941, Luigi Durand de la Penne et les hommes-grenouilles italiens de la Decima Flottiglia MAS entrent adroitement dans le port d'Alexandrie et placent des mines sur le Valiant et le Queen Elizabeth. Le « maiale » de la Penne tombe en panne et celui-ci, après avoir poussé le maiale sous le Valiant, émerge avec son compagnon Emilio Bianchi. Les deux sont capturés et interrogés par le capitaine Charles Morgan, mais restent muets. Au dernier moment ils signalent le danger, permettant l'évacuation du bateau sans victimes.

## Fiche technique
- Titre : Alerte sur le Vaillant
- Titre original : The Valiant
- Réalisation : Roy Ward Baker
- Scénario : Giorgio Capitani, Franca Caprino, Willis Hall, Robert Mallet et Keith Waterhouse
- Photographie : Wilkie Cooper
- Musique : Christopher Whelen
- Pays d'origine :  Royaume-Uni |  Italie
- Format : Noir et blanc - 2,35:1 - Mono
- Genre : Drame, action et guerre
- Durée : 90 minutes
- Date de sortie : 1962

## Distribution
- John Mills : Capitaine Morgan
- Ettore Manni : Luigi Durand de la Penne
- Roberto Risso : Emilio Bianchi
- Robert Shaw : Lieutenant Field
- Liam Redmond : Médecin-chef Reilly
- Ralph Michael : Commandant Clark
- John Meillon : Bedford
- Patrick Barr : Révérend Ellis
- Moray Watson : Capitaine Turnbull
- Laurence Naismith : L'amiral
- Leonardo Cortese : Commandant italien Junio Valerio Borghese
- Anthony Booth
- Brian Blessed
- Angus Lennie